# Hillsdale (ville, New York)
Pour les articles homonymes, voir Hillsdale.
Hillsdale est une ville située dans le comté de Columbia, dans l'État de New York, aux États-Unis,. En 2010, elle comptait une population de 1 927 habitants, estimée au 1er juillet 2014 à 1 844 habitants.

## Démographie
Lors du recensement de 2010, la ville comptait une population de 1 927 habitants. Elle est estimée, en 2016, à 1 844 habitants.